# Гутерриш, Эурику
Эурику Барруш Гомиш Гутерриш (индон. Eurico Barros Gomes Guterres; 17 июля 1971, Уатулари, Восточный Тимор) — восточнотиморский боевик и индонезийский политик, командир проиндонезийского вооружённого формирования Aitarak во время восточнотиморского политического кризиса 1999 года. Был осуждён за массовые убийства сторонников независимости Восточного Тимора. Лидер праворадикальных политических групп, индонезийский националист и антикоммунист. Состоял в Партии национального мандата.

## Ранние годы
Родился в католической крестьянской семье из селения Уатулари — Португальский Тимор, близ города Викеке. Родители Эурику Гутерриша выступали за независимость Восточного Тимора и поддерживали движение ФРЕТИЛИН. В 1976 году они были убиты индонезийскими оккупационными войсками.
Имел индонезийское гражданство, поскольку после оккупации Восточный Тимор был объявлен 27-й провинцией Индонезии. Учился в католической школе Дили. Вступил в подростковую банду, занимавшуюся мелкими грабежами, вымогательствами, охраной футбольных матчей.

## Деятельность в Восточном Тиморе

### Гангстер-информатор
В юности Эурику Гутерриш был сторонником независимости Восточного Тимора и мечтал отомстить за родителей. Состоял в подпольной организации Движение святого Антония. В 1988 году он планировал покушение на президента Индонезии Сухарто при его приезде в Дили. План не удался, Гутерриш попал в поле зрения индонезийских спецслужб.
Дела Эурику Гутерриша и его группировки оказались на контроле у генерала Прабово Субианто. Он посчитал, что Гутерриш может оказаться перспективным кадром. В 1990 году Гутерриш был привлечён в качестве агента-информатора индонезийского спецназа Kopassus. (одним из инструментов вербовки стало предоставление кредитов). В 1994 вступил в Gardapaksi — молодёжную военизированную организацию сторонников пребывания Восточного Тимора в составе Индонезии. Военные помогли Гутеррешу окончить среднюю школу и поступить в Институт бизнеса в Дили.

Молодой Эурику был травмирован ранней смертью родителей, это объясняет переворот в его личности. Поиск родных привёл его в «большую семью индонезийской армии».

После этого Эурику Гутерриш полностью сменил политическую ориентацию — стал ярым сторонником единства Восточного Тимора с Индонезией. Своих родителей он объявил жертвами партизан ФРЕТИЛИН. Прошёл боевую подготовку, возглавил в Дили отряд проиндонезийских боевиков.

Он всегда был скорее уличным бойцом, который ведётся за деньгами, нежели политическим игроком.

### Командир боевиков
После падения режима Сухарто в мае 1998 года новые власти Индонезии согласились на самоопределение Восточного Тимора. На август 1999 был назначен референдум о независимости. В начале года Гутерриш и другие командиры Gardapaksi встретились с представителями индонезийского командования в Восточном Тиморе и обсудили планы по «защите интеграции». Были созданы новые милиционные формирования Pasukan Pejuang Integrasi (Боевые силы интеграции, PPI), ведущим командиром которых стал Эурику Гутерриш.
В апреле 1999 года начались выступления проиндонезийских сил против независимости. Столкновения переросли в массовые убийства. Группировка Гутерриша, сформированная из криминальной молодёжи при помощи индонезийских военных, получила название 59/75 (1959 — год антипортугальского восстания на Тиморе, в котором участвовал дядя Эурику; 1975 — год индонезийского вторжения в Восточный Тимор), затем Aitarak («Терновый шип»).
Боевики Гутерриша нападали на сторонников независимости, убили несколько сотен человек, совершали расправы даже в помещениях церквей. Эурику Гутерриш участвовал в убийствах в католическом храме Ликисы (6 апреля 1999, по разным данным, от 60 до 200 жертв), в католическом храме Суаи (6 сентября 1999, до 200 жертв), в нападении на дом активиста движения за независимость Мануэла Каррашсалана (17 апреля 1999, 12 жертв) и ряд других аналогичных акций. В общей сложности погибли около 1,5 тысячи человек, до 300 тысяч стали беженцами.
26 августа, за несколько дней до референдума, Эурику Гутерриш пообещал превратить Дили в «море огня». Его бойцы, взяв под контроль гавань и аэропорт, контролировали выезд, дабы не пропустить политических противников, внесённых в ликвидационные списки.
Волну насилия удалось остановить только с помощью международного военного контингента. Гутерриш резко осуждал миротворцев, особенно австралийских, за убийства боевиков. Свои действия он обосновывал тяжёлым историческим наследием Восточного Тимора.
Ситуация в Восточном Тиморе была резко дестабилизирована. Однако сорвать проведение референдума не удалось. 30 августа 1999 года почти 80 % избирателей отвергли пребывание Восточного Тимора в составе Индонезии. 20 мая 2002 года провозглашена независимость Демократической Республики Восточный Тимор.

## Деятельность в Индонезии

### Судебная ответственность
Эурику Гутерриш перебрался в Индонезию. При левоцентристском правительстве Мегавати Сукарнопутри он был арестован и предстал перед судом по обвинению в массовых убийствах. 27 ноября 2002 суд в Джакарте приговорил Гутерриша к 10 годам тюрьмы. Защита подала апелляцию, вынесенная на время её рассмотрения мера пресечения не была связана с лишением свободы. В 2004 году апелляционный суд подтвердил обвинительный вердикт, но сократил срок до 5 лет. Была подана апелляция в Верховный суд. Эурику Гутерриш оставался на свободе.
13 марта 2006 Верховный суд Индонезии вновь пересмотрел приговор: Эурику Гутерриш был приговорён к 10 годам заключения за преступления против человечности. Он был заключён в джакартскую тюрьму, где при Сухарто содержался активист ФРЕТИЛИН Шанана Гусман, будущий президент Восточного Тимора. Сам Гутерриш назвал вердикт несправедливым, поскольку индонезийские военные и полицейские, совершавшие аналогичные действия, к ответственности не привлекались (особенно он при этом выделяет генерала Виранто). Он заявил, что гордится своей борьбой во имя красно-белого флага в Восточном Тиморе. В тюрьму Гутерриш направился с католической мессы, в сопровождении тысячи сторонников.
Освобождён Эурику Гутерриш 8 апреля 2008, отбыв два года из десятилетнего срока. Основанием явился вывод, что в иррегулярном формировании отсутствует чёткая командная структура — соответственно, Гутерриш был неправомочен запрещать боевикам какие бы то ни было действия.

### Политическая активность
Ещё находясь под судом и приговором, Эурику Гутерриш вёл активную политическую деятельность. В 2003 году он основал в Папуа структуру националистической организации Laskar Merah Putih — Красно-белые воины. Группировка из примерно 200 человек (значительную часть из них составили тиморцы — участники событий 1999 года) не скрывала своей задачи — пресечение сепаратистских попыток силовыми методами.
Наряду с антисепаратизмом, организация Гутерриша выступала под лозунгами ультраправого антикоммунизма. Это совпадало с общей тенденцией правых сил Индонезии (особенно армейского командования и мусульманских движений), обеспокоенных оживлением левых после отставки Сухарто. Организация присоединилась к Антикоммунистическому альянсу и участвовала в его акциях — нападениях на левых активистов, поджоги книжных магазинов, где появлялась марксистская литература (даже аналитического характера), выставлению антикоммунистических «блок-постов» на улицах.
В 2005 году Эурику Гутерреш создал в Западном Тиморе Движение борцов за интеграцию. В него вошли до 10 тысяч человек — сторонники повторной аннексии Восточного Тимора.
В 2009—2017 Эурику Гутерреш состоял в Партии национального мандата (PAN). На выборах 2014 поддерживал правомусульманского кандидата Прабово Субианто. Сам был избран от PAN депутатом районного совета Сенаяна (Южная Джакарта).
С 2010 — лидер Союза тиморских героев — организации ветеранов проиндонезийских формирований Восточного Тимора. Добивается от индонезийских властей торжественных перезахоронений погибших боевиков, социальных льгот для членов организации и их семей.
Эурику Гутерриш обвиняет ФРЕТИЛИН в жестоких убийствах индонезийцев. В то же время он выступает за максимальное укрепление связей Индонезии с Восточным Тимором, особенно при президенте Франсишку Гутеррише (однофамилец). Продолжает считать Восточный Тимор мятежной территорией Индонезии, а восточных тиморцев — индонезийскими гражданами, которых джакартское правительство обязано защищать.

## Семья и характер
Эурику Гутерриш женат, имеет троих детей. Жена Гуида (Аквида) Гиатрис — племянница епископа Баукау Базилиу ду Нашсименту Мартинша.
После отделения Восточного Тимора от Индонезии Эурику Гутерриш оставил жену и детей — они предпочли стать гражданами независимого Тимор-Леште, тогда как он ушёл в Индонезию вместе с боевиками-единомышленниками.
Генерал Прабово Субианто называет Эурику Гуттериша «образцом для индонезийской молодёжи, олицетворением патриотизма и верности принципам Панча Сила». Своими кумирами Гутерриш считает Прабово Субианто и бывшего губернатора Восточного Тимора Абилиу Жозе Озориу Суареша, активиста партии АПОДЕТИ, также осуждённого за убийства 1999 года.
Интервьюеры отмечали склонность Эурику Гутерриша к «плейбойскому» стилю, соответствующей одежде и манерам.